# Ledug (Prigen)
Ledug is een bestuurslaag in het regentschap Pasuruan van de provincie Oost-Java, Indonesië. Ledug telt 5641 inwoners (volkstelling 2010).